# 荘宣帝姫
荘宣帝姫（そうせんていき）は、北宋の仁宗の六女。

## 経歴
御侍の楊宗妙（前に美人、後に婕妤・徳妃となった）の娘として生まれた。慶暦2年7月25日（1042年8月19日）に生まれ、同年8月1日（8月25日）に夭折した。生前に公主に封じられることはなかった。
嘉祐4年（1059年）12月、魯国公主の位を追贈された。治平元年（1064年）6月、再従兄の英宗から陳国長公主の位を再追贈された。元符3年（1100年）3月、徽宗から商国大長公主の位を再追贈された。政和4年（1114年）12月、荘宣大長帝姫の位を再追贈された。

## 伝記資料
- 『続資治通鑑長編』
- 『宋会要輯稿』